# Avenida Jorge Newbery (Paraná)
La Avenida Jorge Newbery es una importante arteria de la ciudad de Paraná, Entre Ríos, Argentina, tiene doble sentido en toda su extensión oeste-este y posee cuatro carriles con separadores de líneas amarillas y blancas intermitentes.
Inicia en el oeste de la ciudad desde su intersección con Avda. Francisco Ramírez y se traza horizontalmente con carpeta asfáltica hasta su cruce con la José Ubach y Roca, llegando hasta el ingreso de la ciudad de San Benito, en Avda. Friuli.

## Historia
Si bien, no hay registro de cuando surgió la traza, hay archivos que remontan a principiosde siglo XX, llegando hasta la II Brigada Aérea y continuando posteriormente hasta la ciudad de San Benito.
En la modernidad, siempre se ubicó como una de las dos arterias que conectaba a San Benito, zona Aeropuerto, Base Aérea, Parque Industrial, en conjunto con Avda. Almafuerte. 

## Transporte

### Líneas de colectivos urbanos/metropolitanos
- 4: Desde Ruta Nacional 12 hasta Avda. Zanni tanto en la (IDA) y retorna por las mismas arterias en la (VUELTA)
- 10: Desde Gral. Artigas hasta paralela a 1745 y desde calle 1745 hasta División Los Andes (IDA) y viceversa en la (VUELTA)[4]
- 11:  En la VUELTA desde Moisés Lebensohn y Juan Báez hasta División Los Andes
- 17: Desde Avda. Zanni hasta Ruta Nacional 12 en la (IDA) y en la (VUELTA)
- 20: Desde Ruta Nacional 12 hasta José Ubach y Roca (IDA) y viceversa (VUELTA)